# توماس روس (كاتب)
توماس روس (بالهولندية: Tomas Ross)‏ هو صحفي وكاتب وكاتب سيناريو هولندي، ولد في 16 سبتمبر 1944 في Den Bommel ‏ في هولندا.

## وصلات خارجية
- توماس روس على موقع IMDb (الإنجليزية)
- توماس روس على موقع قاعدة بيانات الفيلم (الإنجليزية)